# Just one kiss
「Just one kiss」（ジャストワンキッス）は、WEAVERの限定発売シングル。2013年3月20日にA-Sketchから発売された。

## 概要
ライブHandmade TOUR 2013「Piano Trio Performance」会場限定販売されたシングルであり、ジャケットのイラストは、3人のメンバーをモチーフにしたものであり、表側は、メンバーである、奥野と裏側は河邉が描いたイラストである。現在は入手困難であり、レアなシングルとなっている。

## 収録曲
1. Just one kiss
  - 作詞、作曲：杉本雄治
2. 春に
  - 作詞：杉本雄治、作曲：奥野翔太
  - 奥野がリードボーカルを行った。
3. WEAVERのオールナイトニッポンスペシャル!